# Leichtathletik-Weltmeisterschaften 2013/Teilnehmer (Usbekistan)
| Gelbes Symbol für Goldmedaillen mit stilisierten Olympischen Ringen | Graues Symbol für Silbermedaillen mit stilisierten Olympischen Ringen | Braundes Symbol für Bronzemedaillen mit stilisierten Olympischen Ringen |
| ------------------------------------------------------------------- | --------------------------------------------------------------------- | ----------------------------------------------------------------------- |
| —                                                                   | —                                                                     | —                                                                       |

Der Leichtathletik-Verband Usbekistans stellte drei Teilnehmer bei den Leichtathletik-Weltmeisterschaften 2013 in der russischen Hauptstadt Moskau.

## Ergebnisse

### Männer

#### Sprung/Wurf
| Athlet      | Disziplin | Qualifikation | Qualifikation | Finale  | Finale |
| Athlet      | Disziplin | Weite         | Platz         | Weite   | Platz  |
| ----------- | --------- | ------------- | ------------- | ------- | ------ |
| Ivan Zaysev | Speerwurf | 81,53 m       | 4             | 78,33 m | 12     |

### Frauen

#### Sprung/Wurf
| Athlet                | Disziplin  | Qualifikation | Qualifikation | Finale             | Finale             |
| Athlet                | Disziplin  | Weite/Höhe    | Platz         | Weite/Höhe         | Platz              |
| --------------------- | ---------- | ------------- | ------------- | ------------------ | ------------------ |
| Nadiya Dusanova       | Hochsprung | 1,88 m        | 14            | nicht qualifiziert | nicht qualifiziert |
| Anastasiya Juravlyeva | Dreisprung | 13,32 m       | 19            | nicht qualifiziert | nicht qualifiziert |